# Wing-tsit Chan
Wing-tsit Chan (18 d'agost de 1901 – 12 d'agost de 1994) fou un investigador i professor universitari xinès, conegut per la seva recerca en el camp de la filosofia xinesa i les seves traduccions de textos filosòfics xinesos. Nascut el 1901, va emigrar als Estats Units el 1924, on es doctoraria a Harvard el 1929. Va ser professor a la Universitat de Dartmouth i a la Universitat de Chatham la majoria de la seva carrera acadèmica. El 1963 va publicar el llibre A Source Book in Chinese Philosophy, que va esdevenir un manual de referència en el món anglòfon, sovint utilitzat com a font per parlar o citar filosòfs clàssics de la Xina.

## Publicacions destacades
- A Source Book in Chinese Philosophy (Princeton University Press, 1963). ISBN 0-691-01964-9
- (with Wm. Theodore de Bary and Burton Watson) Sources of Chinese Tradition (Columbia University Press, 1960)
- An Outline and an Annotated Bibliography of Chinese Philosophy (Yale University Far Eastern Publications, 1969)
- Reflections on Things at Hand: The Neo-Confucian anthology compiled by Chu Hsi and Lü Tsu-Ch'ien (Columbia University Press, 1967)
- Instructions for Practical Living and Other Neo-Confucian Writings by Wang Yang-Ming (Columbia University Press, 1963)
- Religious Trends in Modern China (Columbia University Press, 1953)
- Chinese philosophy, 1949-63
- The Way of Lao Tzu (Bobbs-Merrill, 1963)
- (with Ariane Rump) Commentary on the Lao Tzu by Wang Pi (University of Hawaii, 1979)
- The path to wisdom: Chinese Philosophy and religion, a chapter in Half the world: The history and culture of China and Japan (Thames and Hudson, London, 1973), edited by Arnold J. Toynbee.
- (ed., with Charles Moore) The Essentials of Buddhist Philosophy by Junjirō Takakusu (Greenwood Press, Westport, CT. 1976)
- Chu Hsi New Studies (1989)

## Premis i reconeixements
- 1992 - Premi de l'Associació d'Estudis Asiàtics per la seva contribució a la disciplina[3]